# Oncidium auricula
Espèce
Oncidium auricula est une espèce de petites orchidées, épiphytes ou occasionnellement lithophytes, du Brésil.

## Synonymes
- Oncidium harrisonianum Lindl. 1833;
- Oncidium pallidum Lindl. 1840;
- Oncidium pantherinum Hoffmanns. ex Lindl. 1855;
- Oncidium pentaspilum Hoffmanns. ex Lindl. 1855;
- Oncidium ramiferum hort. ex Klotzsch 1855

## Répartition
Brésil: Rio de Janeiro, Espiritu Santo, Sao Paulo et Minas Gerais.
Collines altitude : 1000 mètres.

## Floraison
Panicules (jusqu'à 40 fleurs), jusqu'à 30 cm de long.
Fleurs jaunes, 6 mm, tachées de brun.

## Galerie

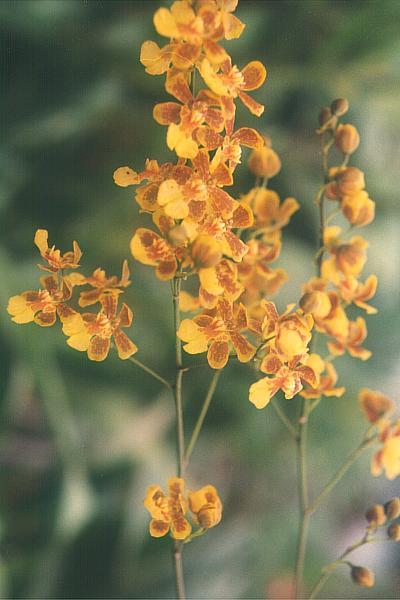
Oncidium auricula  .